# Tāzeh Patak
Tāzeh Patak (persiska: تازه پتک) är en ort i Iran.   Den ligger i provinsen Mazandaran, i den norra delen av landet, 160 km nordväst om huvudstaden Teheran. Tāzeh Patak ligger 236 meter över havet och antalet invånare är 109.
Terrängen runt Tāzeh Patak är varierad. Runt Tāzeh Patak är det ganska tätbefolkat, med 116 invånare per kvadratkilometer. Närmaste större samhälle är Ramsar, 3,9 km öster om Tāzeh Patak. I omgivningarna runt Tāzeh Patak växer i huvudsak blandskog.